# 交易處理系統
交易處理系統（Transaction Processing System，簡稱TPS）指的是執行企業基本交易資訊的蒐集、儲存、處理、傳播的系統，為企業電腦化的基礎系統。企業的資訊分析系統，如MIS、DSS、ESS等都需要企業基本的交易資料，如採購的基本資料、訂單的基本資料、會計的基本資料、銷售的基本資料、服務的基本資料等才能分析企業的經營並進行規劃、控制與決策。上述資料都須經由TPS來蒐集、儲存及傳送，所以我們將TPS稱做企業電腦化的基礎系統。TPS可以是處理一個或多個流程的系統，亦可以是整合性的企業系統，例如ERP。

## 交易處理系統的類型
五大企業功能均有所屬之交易處理系統，如：
- 銷售／行銷方面如訂單輸入系統
- 生產／製造方面如品質控制系統
- 財務／會計方面如基金管理系統
- 人力資源方面如薪資系統及人事資訊系統

## 另見
- 資訊系統
- 管理資訊系統